# Коррер, Антонио
Антонио Коррер либо Корраро (итал. Antonio Correr; 15 июля 1359, Венеция, Венецианская республика — 19 января 1445, Падуя, Венецианская республика) — итальянский куриальный кардинал. Епископ Модона с 1405 по 31 марта 1407. Епископ Болоньи с 31 марта 1407 по 9 мая 1408. Камерленго Священной Римской Церкви с 1407 по 1412. Титулярный латинский патриарх Константинополя с 1408 по август 1409. Архипресвитер патриаршей Ватиканской базилики с 1420 по 1434. Декан Священной Коллегии кардиналов с 28 мая 1438 по 19 января 1445. Кардинал-священник с титулом церкви Сан-Пьетро-ин-Винколи с 9 мая 1408 по 9 мая 1409. Кардинал-епископ Порто-э-Санта-Руфина с 9 мая 1409 по 14 марта 1431. Кардинал-епископ Остии и Веллетри с 14 марта 1431 по 19 января 1445.

## Ранние годы
Родился Антонио Коррер 15 июля 1359 года, в Венеции. Сын Филиппо Коррера и Кассандры Венир, племянник Папы Григория XII, двоюродный брат Папы Евгения IV. Его называли кардиналом Болонским. Его фамилия также указана как Корарьо, Коррарио, Корраро и Корер.
Антонио Коррер в своём родном городе был одним из основателей конгрегации августинцев-каноников святого Георгия в Альге.
Где, когда и кем был рукоположен в священники информация была не найдена. Декан Короне, 28 сентября 1390 года, стал преемником своего дяди.

## Епископ
В 1405 году избран епископом Модона, конфирмирован 24 февраля 1407 года. Ординация в епископа состоялась 26 февраля 1407 года в Ватиканской палатинской капелле, основным консекратором был Папа Григорий XII, которому помогали соконсекраторы: Агостино да Ланцано, епископ Сполето, Гульельмо делла Винья, епископ Тоди, Джакомо Сьера, епископ Хирона, и Антонио Коррер, епископ Асоло.
С марта по май 1407 года он был отправлен в Марсель на переговоры с антипапой Бенедиктом XIII, для подготовки встречи между Папой и Бенедиктом XIII, его встреча с Папой имела место в Савоне. 
31 марта 1407 года перемещён в епархию Болоньи, ему мешал овладеть епархией кардинал-легат Бальтазар Косса, будущий антипапа Иоанн XXIII, который считал Папу Григория XII не легитимным. Он ушел в отставку, когда его возвели в кардиналы; епархия управлялась генеральным викарием до 1412 года. 
Камергер Папы до 9 июля 1415 года. Апостольский администратор Асоло с 1408 года по 1410 год. Около 1408 года назначен титулярным латинским патриархом Константинополя, преемником своего дяди, занимал епархию до августа 1409 года.

## Кардинал
Возведён в кардинала-священника с титулом церкви Сан-Пьетро-ин-Винколи на консистории от 9 мая 1408 года, сохранив управление своей епархией до 2 ноября 1412 года. 
13 декабря 1408 года кардинал Антонио Коррер был назначен папским легатом в Германии и Фландрии. По просьбе своего дяди Папы, 9 мая 1409 был избран для сана кардиналов-епископов и субурбикарной епархии Порто-э-Санта-Руфина. Камерленго Священной Римской Церкви с 1407 года по 1412 год. 
Не посещал Пизанский собор. Не участвовал в антиконклаве 1409 года, который избрал антипапу Александра V. Не участвовал в антиконклаве 1410 года, который избрал антипапу Иоанна XXIII.  
Участвовал в Констанцском соборе. Участвовал в Конклаве 1417 года, который избрал Папу Мартина V. Апостольский администратор Читтановы с 25 апреля 1420 года по 20 февраля 1421 года. Архипресвитер патриаршей Ватиканской базилики с 1420 по 1434 год. Сопровождал папу Мартина V в Тиволи 17 июня 1421 года.  
Назначен папским легатом в Перудже, вернулся в Рим из своего легатства 9 ноября 1425 года. Аббат-коммендатарий аббатства Сан-Анджело, в Вероне, до 1428 года. Аббат-коммендатарий аббатств Сан-Зено, в Вероне и Сан-Джованни-ди-Вердара, в Падуе. 
Участвовал в Конклаве 1431 года, который избрал Папу Евгения IV. 14 марта 1431 года кардинал Антонио Коррер был избран для субурбикарной епархии Остии и Веллетри.  
4 апреля 1431 года назначен папским легатом, чтобы вести переговоры о мире между Флоренцией и Сиеной, покинул Рим через четыре дня. 5 августа 1431 года кардинал Антонио Коррер отказался от комменды приората Сен-Мартена-де-Нуайена, епархия Лизьё. Апостольский администратор Римини с 10 октября 1435 года, занимал эту должность в течение шести недель, до 21 ноября 1435 года. Апостольский администратор Червии с ноября 1435 года по 1440 год. 
С мая по июнь 1438 года был великим пенитенциарием. С 28 мая 1438 года декан Священной Коллегии кардиналов.  
Кардинал Антонио Коррер написал историю своего времени, которая остаётся неопубликованной. 
Кардинал Антонио Коррер скончался 19 января 1445 года, в монастыре Сан-Джованни, его конгрегации, в Падуе. Его тело было перенесено в Венецию и захоронено в церкви Сан-Джорджо-ин-Алга. 